# André Steiner
Pour les articles homonymes, voir André Steiner (homonymie).
André Steiner est un rameur allemand né le 8 février 1970 à Gera.

## Biographie
André Steiner participe à l'épreuve de quatre de couple avec André Willms, Andreas Hajek et Stephan Volkert aux Jeux olympiques d'été de 1996 à Atlanta et remporte la médaille d'or.